# Список президентов Хиршабелле
Президент Хиршабелле является исполнительным главой государства: президент функционирует как глава государства и избирается законодательным собранием Хиршабелле на неопределённый срок.

## Список
| Портрет              | Имя (годы жизни)             | Начало полномочий      | Окончание полномочий | Политическая партия |
| Губернатор Хирана    | Губернатор Хирана            | Губернатор Хирана      | Губернатор Хирана    | Губернатор Хирана   |
| -------------------- | ---------------------------- | ---------------------- | -------------------- | ------------------- |
|                      | Махмуд Абди Гааб             | 2011                   | 2014                 | беспартийный        |
| Президент Хиршабелле |                              |                        |                      |                     |
|                      | Али Абдуллахи Особле         | 2015 (17 октября 2016) | 14 августа 2017      | беспартийный        |
|                      | Али Абдуллахи Хусейн (и. о.) | 14 августа 2017        | 16 сентября 2017     | беспартийный        |
|                      | Мохамед Абди Варе            | 16 сентября 2017       | 2 ноября 2020        | беспартийный        |
|                      | Али Абдуллахи Хусейн         | 12 ноября 2020         | действующий          | беспартийный        |